# Elementos del periodo 5
Un elemento del periodo 5 es aquel elemento químico en la quinta fila (o periodo) de la tabla periódica.
Estos son:
| Grupo    | 1     | 2     | 3    | 4     | 5     | 6     | 7     | 8     | 9     | 10    | 11    | 12    | 13    | 14    | 15    | 16    | 17   | 18    |
| # Nombre | 37 Rb | 38 Sr | 39 Y | 40 Zr | 41 Nb | 42 Mo | 43 Tc | 44 Ru | 45 Rh | 46 Pd | 47 Ag | 48 Cd | 49 In | 50 Sn | 51 Sb | 52 Te | 53 I | 54 Xe |
| conf. e- |       |       |      |       |       |       |       |       |       |       |       |       |       |       |       |       |      |       |

| Alcalinos            | Alcalinotérreos | Lantánidos | Actínidos | Metales de transición |
| Metales del bloque p | Metaloide       | No metales | Halógenos | Gases nobles          |

Elementos del periodo 1 -
Elementos del periodo 2 -
Elementos del periodo 3 -
Elementos del periodo 4 -
Elementos del periodo 5 -
Elementos del periodo 6 -
Elementos del periodo 7
- Datos: Q244982